# St. Petri (Bad Frankenhausen)

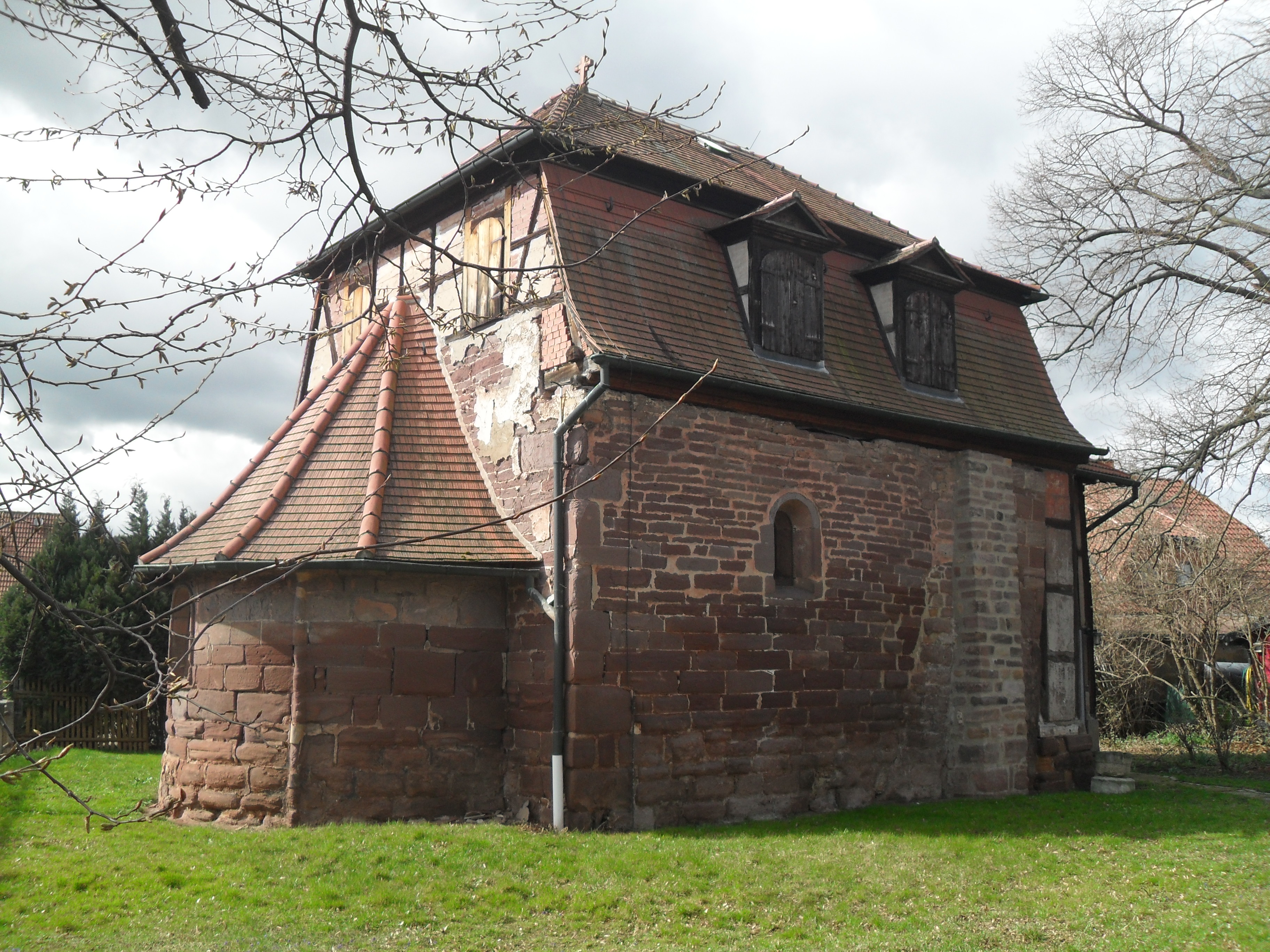
Kirche St. Petri, Ostern 2018

Die evangelische Kirche St. Petri steht in der Stadt Bad Frankenhausen im Kyffhäuserkreis in Thüringen.

## Geschichte
1890 wurde die St.-Petri-Kirche mit dem Dorf Altstadt, auch Altstädter Kirche genannt, in die Stadt Bad Frankenhausen eingemeindet.

## Architektur
Das Ursprungsgestein aus der halbrunden Apsis, dem Chorquadrat, einem einschiffigen Langhaus und Turmhaus sind wohl Reste einer größeren Vorgängerkirche aus dem 10. Jahrhundert. Die Fensteröffnungen gehen auf das 13. Jahrhundert zurück. Der heute noch erkennbare Umbau erfolgte wahrscheinlich nach dem Dreißigjährigen Krieg. Gegen Ende des 19. Jahrhunderts wurde das Gotteshaus baufällig und restauriert, wobei das Apsisgemälde aus dem 13. Jahrhundert erneuert und Mauer- und Zimmerarbeiten durchgeführt wurden. Neues Kirchengestühl kam in den Saal, die Kanzel wurde eingebaut und ein Buntglasfenster eingesetzt, das jetzt verschollen ist.
Das Gotteshaus wurde am 20. April 1890 wieder eröffnet. Weitere Umbauten erfolgten 1933 bis 1938 sowie 1954.
Bis zur nachweislich dritten Einweihungsfeier am 10. September 1960 erfolgten Dacharbeiten, Fachwerkreparaturen und der Einbau einer elektrischen Anlage. Auch eine Gasheizung wurde eingebaut. Danach fiel diese Kirche wieder in Vergessenheit.
Ab 1993 wurden durch die Denkmalpflege stufenweise Mittel bewilligt, um das Gotteshaus zu erhalten, sodass am 15. Mai 2002 die feierliche Wiedereinweihung stattfand.

## Glocken
Die Glocken hingen einst im Glockenstuhl außerhalb der Kirche. In den Dachstuhl wurde 1783 eine Aufhängung für drei Glocken eingebaut. Zwei Glocken stammen aus dem 14. Jahrhundert, die Dritte wurde 1454 gegossen. Alle drei Glocken fielen dem Ersten Weltkrieg zum Opfer. Die jetzige Glocke wurden am 8. Juni 1955 aufgezogen. Sie stammt aus dem ehemaligen Geläut von Bendeleben.